# Ontaarding
In de kwantummechanica zijn twee golffuncties ψ1 en ψ2 ontaard als beide om redenen van symmetrie precies dezelfde energie hebben.
In zo'n geval is ook iedere lineaire combinatie van de twee, bijvoorbeeld ψ1+ψ2 of 2ψ1-3ψ2 een oplossing van de schrödingervergelijking met dezelfde energie. Men kan daarom niet van een unieke oplossing spreken.

## Opheffing
Wanneer de symmetrie verandert kan de ontaarding opgeheven worden. Dit is met name zo als de symmetrie gebroken (dat wil zeggen verlaagd) wordt. Vaak is het zo dat het breken van de symmetrie de energie van het systeem verlaagt. Aan de andere kant heeft een systeem met meer ontaarding in het algemeen een hoger aantal realisatiegraden en daarmee een hogere entropie. De thermodynamica leert dat dit vooral bij hogere temperaturen gunstig is. Bij lagere temperaturen heeft verlaging van de symmetrie juist de voorkeur. Grondtoestanden (bij T = 0 K) zijn daarom in het algemeen niet ontaard. Op deze regel zijn echter wel uitzonderingen.
Een voorbeeld van opheffing, vooral bekend uit de scheikunde van overgangsmetalen (bijvoorbeeld van ionen met een gedeeltelijk gevulde d-schil zoals Cu2+ ion met elektronenconfiguratie 3d9), is de Jahn-Tellervervorming. Dit soort ionen komt in het algemeen voor in vervormde octaëders of tetraëders.